# Saud Chariri
Saud Chariri (arab. سعود كريري; ur. 3 lipca 1980) – saudyjski piłkarz występujący na pozycji pomocnika.
W reprezentacji narodowej rozegrał 134 mecze i strzelił przy tym 7 goli.
Chariri był w składzie Arabii Saudyjskiej na mundialu w 2006 r.